# Żebry-Perosy
Żebry-Perosy – wieś sołecka w Polsce położona w województwie mazowieckim, w powiecie ostrołęckim, w gminie Olszewo-Borki.
W latach 1975–1998 miejscowość administracyjnie należała do województwa ostrołęckiego.
W miejscowości znajduje się kościół, który jest siedzibą parafii św. Stanisława Kostki. W strukturze Kościoła rzymskokatolickiego parafia należy do metropolii białostockiej, diecezji łomżyńskiej, dekanatu Ostrołęka - Nawiedzenia Najświętszej Maryi Panny.